# Eiskunstlauf-Weltmeisterschaften 1965
Die 55. Eiskunstlauf-Weltmeisterschaften fanden vom 2. bis 7. März 1965 in Colorado Springs (USA) statt.

## Ergebnisse

### Herren
| Platz | Sportler              | Land                   |
| ----- | --------------------- | ---------------------- |
| 1     | Alain Calmat          | Frankreich             |
| 2     | Scott Allen           | Vereinigte Staaten     |
| 3     | Donald Knight         | Kanada                 |
| 4     | Nobuo Satō            | Japan                  |
| 5     | Emmerich Danzer       | Österreich             |
| 6     | Gary Visconti         | Vereinigte Staaten     |
| 7     | Wolfgang Schwarz      | Österreich             |
| 8     | Peter Jonas           | Österreich             |
| 9     | Peter Krick           | BR Deutschland         |
| 10    | Robert Dureville      | Frankreich             |
| 11    | Sepp Schönmetzler     | BR Deutschland         |
| 12    | Jay Humphry           | Kanada                 |
| 13    | Tim Wood              | Vereinigte Staaten     |
| 14    | Giordano Abbondati    | Italien                |
| 15    | Patrick Péra          | Frankreich             |
| 16    | Ondrej Nepela         | Tschechoslowakei       |
| 17    | Sergei Tschetweruchin | Sowjetunion            |
| 18    | Günter Zöller         | DDR                    |
| 19    | Jenő Ébert            | Ungarn                 |
| 20    | Hywel Evans           | Vereinigtes Königreich |

Punktrichter waren:
- Edwin Kucharz  Österreich
- William E. Lewis  Kanada
- Zdeněk Fikar  Tschechoslowakei
- N. Valdes  Frankreich
- Eugen Romminger  BR Deutschland
- Ferenc Kertész  Ungarn
- Sonia Bianchetti  Italien
- Yvonne S. McGowan  Vereinigte Staaten
- Sergei Wassiljew  Sowjetunion

### Damen
| Platz | Sportlerin           | Land                   |
| ----- | -------------------- | ---------------------- |
| 1     | Petra Burka          | Kanada                 |
| 2     | Regine Heitzer       | Österreich             |
| 3     | Peggy Fleming        | Vereinigte Staaten     |
| 4     | Christine Haigler    | Vereinigte Staaten     |
| 5     | Gabriele Seyfert     | DDR                    |
| 6     | Miwa Fukuhara        | Japan                  |
| 7     | Valerie Jones        | Kanada                 |
| 8     | Nicole Hassler       | Frankreich             |
| 9     | Helli Sengstschmid   | Österreich             |
| 10    | Albertina Noyes      | Vereinigte Staaten     |
| 11    | Diana Clifton-Peach  | Vereinigtes Königreich |
| 12    | Kumiko Ōkawa         | Japan                  |
| 13    | Hana Mašková         | Tschechoslowakei       |
| 14    | Gloria Anne Tatton   | Kanada                 |
| 15    | Sandra Brugnera      | Italien                |
| 16    | Angelika Wagner      | BR Deutschland         |
| 17    | Jelena Slepowa       | Sowjetunion            |
| 18    | Zsuzsa Szentmiklóssy | Ungarn                 |

Punktrichter waren:
- Martin Felsenreich  Österreich
- Ralph S. McCreath  Kanada
- Emil Skákala  Tschechoslowakei
- Jeanine Donnier-Blanc  Frankreich
- Carla Listing  Deutsche Demokratische Republik
- Pamela Davis  Vereinigtes Königreich
- Haruo Konno  Japan
- J. Sullivan  Vereinigte Staaten
- Tatjana Tolmatschewa  Sowjetunion

### Paare
| Platz | Sportler                              | Land               |
| ----- | ------------------------------------- | ------------------ |
| 1     | Ljudmila Beloussowa / Oleg Protopopow | Sowjetunion        |
| 2     | Vivian Joseph / Ronald Joseph         | Vereinigte Staaten |
| 3     | Tatjana Schuk / Alexander Gorelik     | Sowjetunion        |
| 4     | Gerda Johner / Ruedi Johner           | Schweiz            |
| 5     | Sonja Pfersdorf / Günther Matzdorf    | BR Deutschland     |
| 6     | Cynthia Kauffman / Ronald Kauffman    | Vereinigte Staaten |
| 7     | Tatjana Tarassowa / Georgi Proskurin  | Sowjetunion        |
| 8     | Irene Müller / Hans-Georg Dallmer     | DDR                |
| 9     | Joanne Heckert / Gary Clark           | Vereinigte Staaten |
| 10    | Gerlinde Schönbauer / Wilhelm Bietak  | Österreich         |
| 11    | Margot Glockshuber / Wolfgang Danne   | BR Deutschland     |
| 12    | Alexis Shields / Chris Shields        | Kanada             |
| 13    | Ingrid Bodendorff / Volker Waldeck    | BR Deutschland     |
| 14    | Susan Huehnergard / Paul Huehnergard  | Kanada             |

Punktrichter waren:
- Walter Malek  Österreich
- Ralph S. McCreath  Kanada
- Erika Schiechtl  BR Deutschland
- Carla Listing  Deutsche Demokratische Republik
- E. Cattaneo  Italien
- Pamela Davis  Vereinigtes Königreich
- René Schlageter  Schweiz
- H. Janes  Vereinigte Staaten
- Tatjana Tolmatschewa  Sowjetunion

### Eistanz
| Platz | Sportler                              | Land                   |
| ----- | ------------------------------------- | ---------------------- |
| 1     | Eva Romanová / Pavel Roman            | Tschechoslowakei       |
| 2     | Janet Sawbridge / David Hickinbottom  | Vereinigtes Königreich |
| 3     | Lorna Dyer / John Carrell             | Vereinigte Staaten     |
| 4     | Diane Towler / Bernard Ford           | Vereinigtes Königreich |
| 5     | Kristin Fortune / Dennis Sveum        | Vereinigte Staaten     |
| 6     | Yvonne Suddick / Roger Kennerson      | Vereinigtes Königreich |
| 7     | Susan Urban / Stanley Urban           | Vereinigte Staaten     |
| 8     | Carole Forrest / Kevin Lethbridge     | Kanada                 |
| 9     | Brigitte Martin / Francis Gamichon    | Frankreich             |
| 10    | Györgyi Korda / Pál Vásárhelyi        | Ungarn                 |
| 11    | Lynn Matthews / Byron Topping         | Kanada                 |
| 12    | Christl Trebesiner / Gerald Felsinger | Österreich             |
| 13    | Gabriele Rauch / Rudi Matysik         | BR Deutschland         |
| 14    | Annerose Baier / Eberhard Rüger       | DDR                    |

Punktrichter waren:
- Walter Malek  Österreich
- Dorothy Leamen  Kanada
- Emil Skákala  Tschechoslowakei
- Lysiane Lauret  Frankreich
- Ferenc Kertész  Ungarn
- Robert S. Hudson  Vereinigtes Königreich
- M. Ridgely  Vereinigte Staaten

## Medaillenspiegel
| Platz | Land                   | Gold | Silber | Bronze | Gesamt |
| ----- | ---------------------- | ---- | ------ | ------ | ------ |
| 1     | Kanada                 | 1    | –      | 1      | 2      |
| 1     | Sowjetunion            | 1    | –      | 1      | 2      |
| 3     | Frankreich             | 1    | –      | –      | 1      |
| 3     | Kanada                 | 1    | –      | –      | 1      |
| 5     | Vereinigte Staaten     | –    | 2      | 2      | 4      |
| 6     | Österreich             | –    | 1      | –      | 1      |
| 6     | Vereinigtes Königreich | –    | 1      | –      | 1      |